# Obert Internacional d'Escacs Ciutat de Badalona
L'Obert Internacional d'Escacs Ciutat de Badalona és un torneig d'escacs que es juga a Badalona, el més antic de Catalunya, conjuntament amb l'Obert de Sitges. El torneig pel sistema suís a nou rondes és organitzat pel Club Escacs Sant Josep i és vàlid per Elo FIDE, FEDA i FCE, i per l'obtenció de normes de Mestre Català, Mestre Internacional i Gran Mestre. L'Obert de Badalona és computable pel Circuit Català d'Oberts Internacionals d'Escacs.

## Resum edicions

### 2011
El XXXVII Obert de Badalona d'aquest any va destacar per la nombrosa participació, per sobre dels dos-cents cinquanta jugadors, i amb mestres d'escacs de vint països diferents. L'indi Chandran Panchanathan es va proclamar campió en vèncer a la final el cubà Yusnel Bacallao, mentre que el tercer lloc va ser pel cubà Isan Reynaldo Ortiz que guanyà Filemón Cruz després d'una partida de ràpides pel desempat.

### 2012
El XXXVIII Obert de Badalona va tenir lloc al Centre Cívic la Salut entre els dies 2 i 10 d'agost amb la participació de prop de 268 escaquistes. Es varen repartir més de 6.000 euros en premis. Fou el primer any en què al nom del torneig s'hi va afegir "Memorial Miquel Castellà i Gil" en homenatge a l'expresident del Club Escacs Sant Josep. El torneig es divideix en tres grups, i es juga amb el format de sistema suís a 9 rondes.

### 2013
El XXXIX Obert de Badalona va tenir lloc al Centre Cívic la Salut entre els dies 2 i 11 d'agost amb la participació de prop de 300 escaquistes. El guanyador del grup A fou Joan Fluvià amb 7.5 punts de 9, que s'endugué un premi en metàl·lic de 900 euros i un quadre. En el grup B han quedat finalistes: David García, Jose Valencia i Feliciano Martín. Pel que fa al grup C: Juan Ignacio Méndez, Francesc Garnica i Ivan Cano.

### 2014
El XL Obert Internacional d'Escacs Ciutat de Badalona, que també va significar el III Memorial Miquel Castellà i Gili, va ser el cinquè torneig més important de l'Estat Espanyol, on hi varen participar 300 jugadors. Es va jugar al juga al Centre Cívic la Salut de Badalona entre els dies 2 i 10 d'agost. L'armeni GM Karèn H. Grigorian va ser el vencedor amb 7½/9 i s'endugué 1000 euros de premis i una pintura del pintor badaloní Jordi Fernández Vila.

### 2015
L'edició XLIè de l'Obert de Badalona es va dur a terme entre el dies 2 i 10 d'agost. El torneig fou jugat a 9 rondes, al ritme de 90 minuts la partida més 30 segons per jugada. Es repetiren 5.200 euros en premis. L'argentí Fernando Peralta fou el vencedor amb 7½ punts, seguit de Tigran K. Harutyunian, Marc Narciso Dublan, Camilo Ríos Cristhian i David Pardo Simón a mig punt. La peruana Deysi Cori Tello s'endugué el premi de la millor jugadora femenina amb 6 punts.

## Quadre d'honor
Quadre de totes les edicions amb els tres primers de la classificació general:
| Any  | Edició        | Campió                        | Subcampió              | Tercer                    |
| ---- | ------------- | ----------------------------- | ---------------------- | ------------------------- |
| 2002 | XXVIII Obert  | Víktor Moskalenko             | Ramón De La Rocha      | Javier Aguera             |
| 2003 | XXIX Obert    | Víktor Moskalenko             | Ivan Ivanišević        | Sergio Barrientos         |
| 2004 | XXX Obert     | Chandran Panchanathan         | Aleksandr Dèltxev      | Emanuel Berg              |
| 2005 | XXXI Obert    | Yuri González Vidal           | José González García   | Vladímir Iepixin          |
| 2006 | XXXII Obert   | Jaime Alexander Cuartas       | J.Manuel López         | Víktor Moskalenko         |
| 2007 | XXXIII Obert  | Aleksandr Dèltxev             | Levan Aroshidze        | Marc Narciso Dublan       |
| 2008 | XXXIV Obert   | Fatollah Arshad Bakhtiari     | José Gómez             | Juan Sanchez-Cozar Valero |
| 2009 | XXXV Obert    | Cristhian Cruz                | Kidambi Sundararajan   | Miguel Muñoz Pantoja      |
| 2010 | XXXVI Obert   | Lázaro Bruzón Batista         | Yuniesky Quezada Pérez | Omar Almeida Quintana     |
| 2011 | XXXVII Obert  | Chandran Panchanathan         | Yusnel Bacallao        | Isan Reynaldo Ortiz       |
| 2012 | XXXVIII Obert | Pedro Alejandro Jiménez Fraga | Babu M.R. Lalith       | Keaton Kiewra             |
| 2013 | XXXIX Obert   | Joan Fluvià Poyatos           | Daniel Alsina Leal     | Felix José Ynojosa Aponte |
| 2014 | XL Obert      | Karèn H. Grigorian            | Somak Palit            | Orelvis Pérez Mitjans     |
| 2015 | XLI Obert     | Fernando Peralta              | Tigran K. Harutyunian  | Marc Narciso Dublan       |
| 2016 | XLII Obert    | Isan Reynaldo Ortiz Suárez    | Fernando Peralta       | Himanshu Sharma           |